# Tardienta (kommunhuvudort)
Tardienta är en kommunhuvudort i Spanien.   Den ligger i provinsen Provincia de Huesca och regionen Aragonien, i den nordöstra delen av landet, 300 km nordost om huvudstaden Madrid. Tardienta ligger 386 meter över havet och antalet invånare är 1 062.
Terrängen runt Tardienta är huvudsakligen platt, men söderut är den kuperad. Runt Tardienta är det glesbefolkat, med 17 invånare per kvadratkilometer. Närmaste större samhälle är Almudébar, 8,1 km nordväst om Tardienta. Trakten runt Tardienta består till största delen av jordbruksmark.